# Niszczyciele typu Yamagumo
Niszczyciele typu Yamagumo – japońskie niszczyciele z okresu zimnej wojny. Od 1966 do służby w Japońskich Morskich Siłach Samoobrony weszło 6 okrętów tego typu. Jednostki drugiej serii produkcyjnej określane są także jako typ Aokumo. Określane są też w literaturze jako niszczyciele eskortowe, natomiast w Japonii oficjalnie klasyfikowane są jako eskortowce.

## Historia
Na początku lat 60. XX wieku w związku z drugim programem rozbudowy Japońskich Morskich Sił Samoobrony podjęto decyzję o budowie 3 niszczycieli przystosowanych do zwalczania okrętów podwodnych. Po zbudowaniu trzech okrętów, podjęto decyzję o zamówieniu kolejnych trzech jednostek, na których dokonano drobnych zmian konstrukcyjnych.
Budowa pierwszego okrętu serii "Yamagumo" (DD-113) rozpoczęła się 23 marca 1964. Wodowanie miało miejsce 27 lutego 1965, wejście do służby 29 stycznia 1966. Ostatnia szósta jednostka serii "Yugumo" (DD-121) weszła do służby 24 marca 1978. W połowie lat 80. XX wieku pojawił się projekt przebudowy okrętów, jednak nie został zrealizowany z powodu przeznaczenia posiadanych środków na budowę nowych typów niszczycieli. W 1991 rozpoczął się proces przenoszenia okrętów do służby w charakterze jednostek szkolnych i pomocniczych. W 1995 wycofano ze służby pierwszą jednostkę typu, w 2005 ostatnią.

### Zbudowane okręty
- Yamagumo (DD-113) – wodowanie 27 lutego 1965, wejście do służby 1966, wycofanie ze służby 1995
- Makigumo (DD-114) – wodowanie 26 lipca 1967, wejście do służby 1966, wycofanie ze służby 1995
- Asagumo (DD-115) – wodowanie 25 listopada 1965, wejście do służby 1967, wycofanie ze służby 1998
- Aokumo (DD-119) – rozpoczęcie budowy 2 października 1970, wodowanie 30 marca 1972, wejście do służby 25 listopada 1972, wycofanie ze służby 2003
- Akigumo (DD-120) – rozpoczęcie budowy 7 lipca 1972, wodowanie 23 października 1973, wejście do służby 24 lipca 1974, wycofanie ze służby 2005
- Yugumo (DD-121) – rozpoczęcie budowy 4 lutego 1976, wodowanie 31 maja 1977, wejście do służby 24 marca 1978, wycofanie ze służby 2005